# Klosterkirche Klostermansfeld

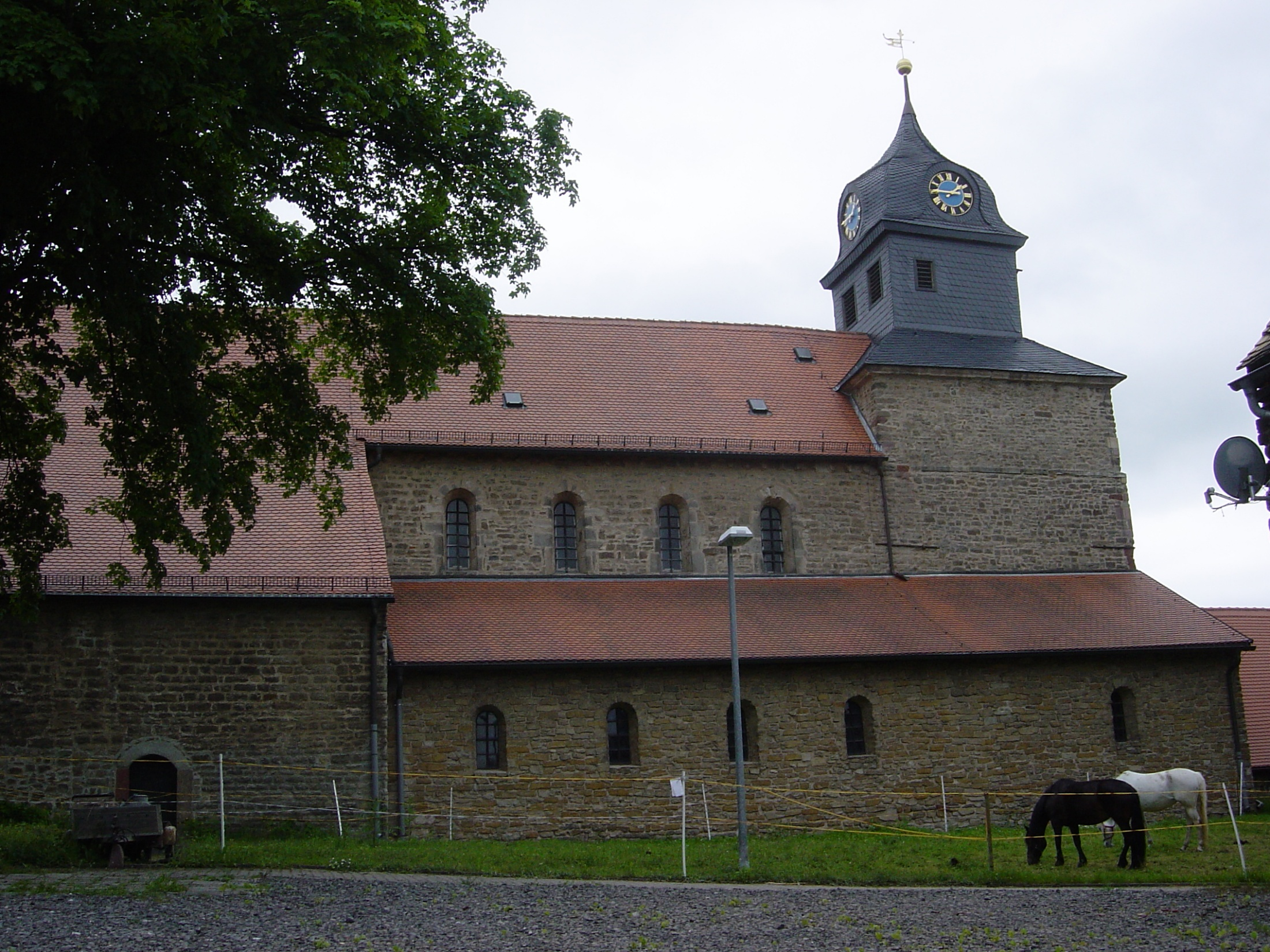
Klosterkirche Klostermansfeld

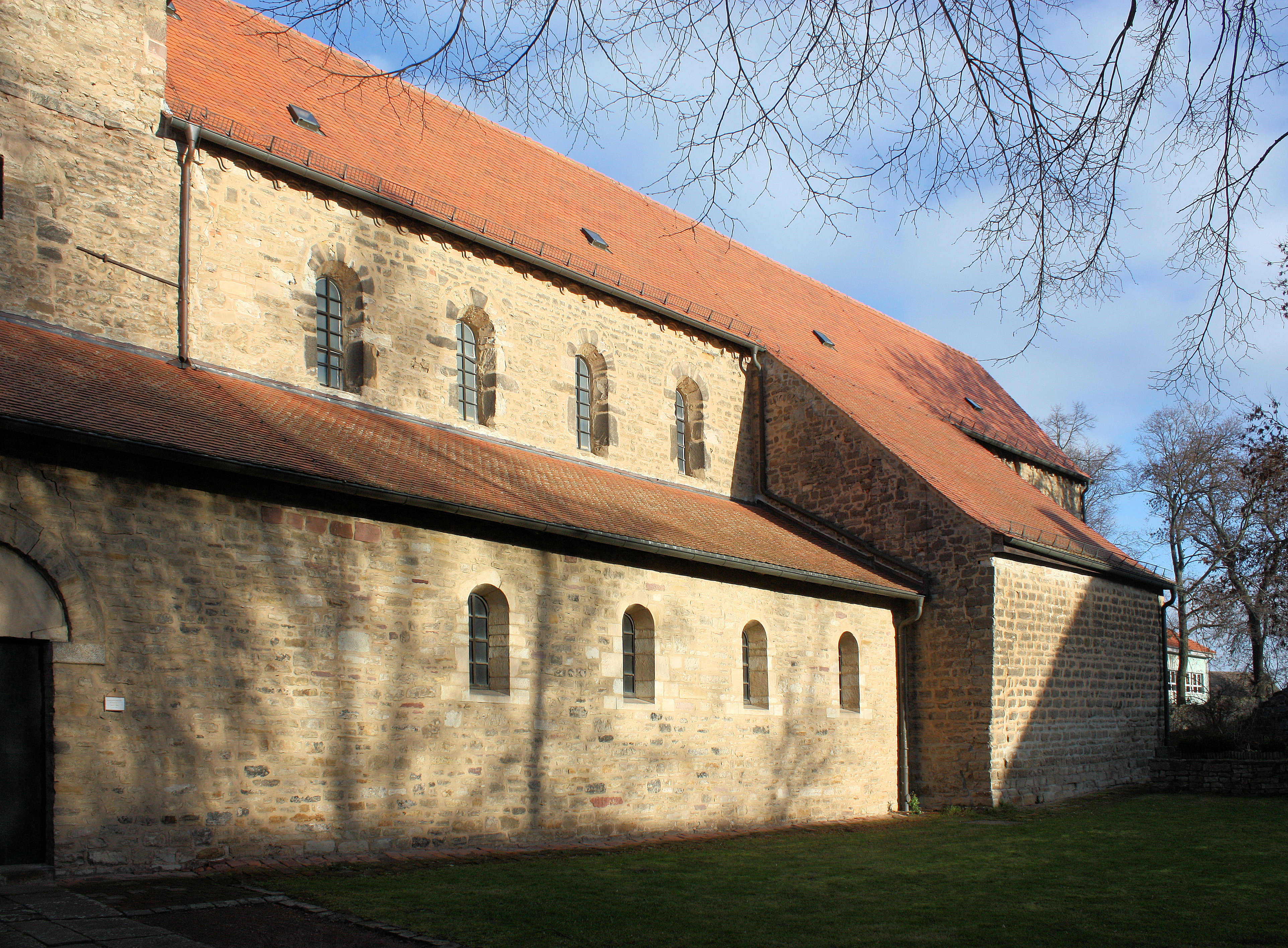
Südseite

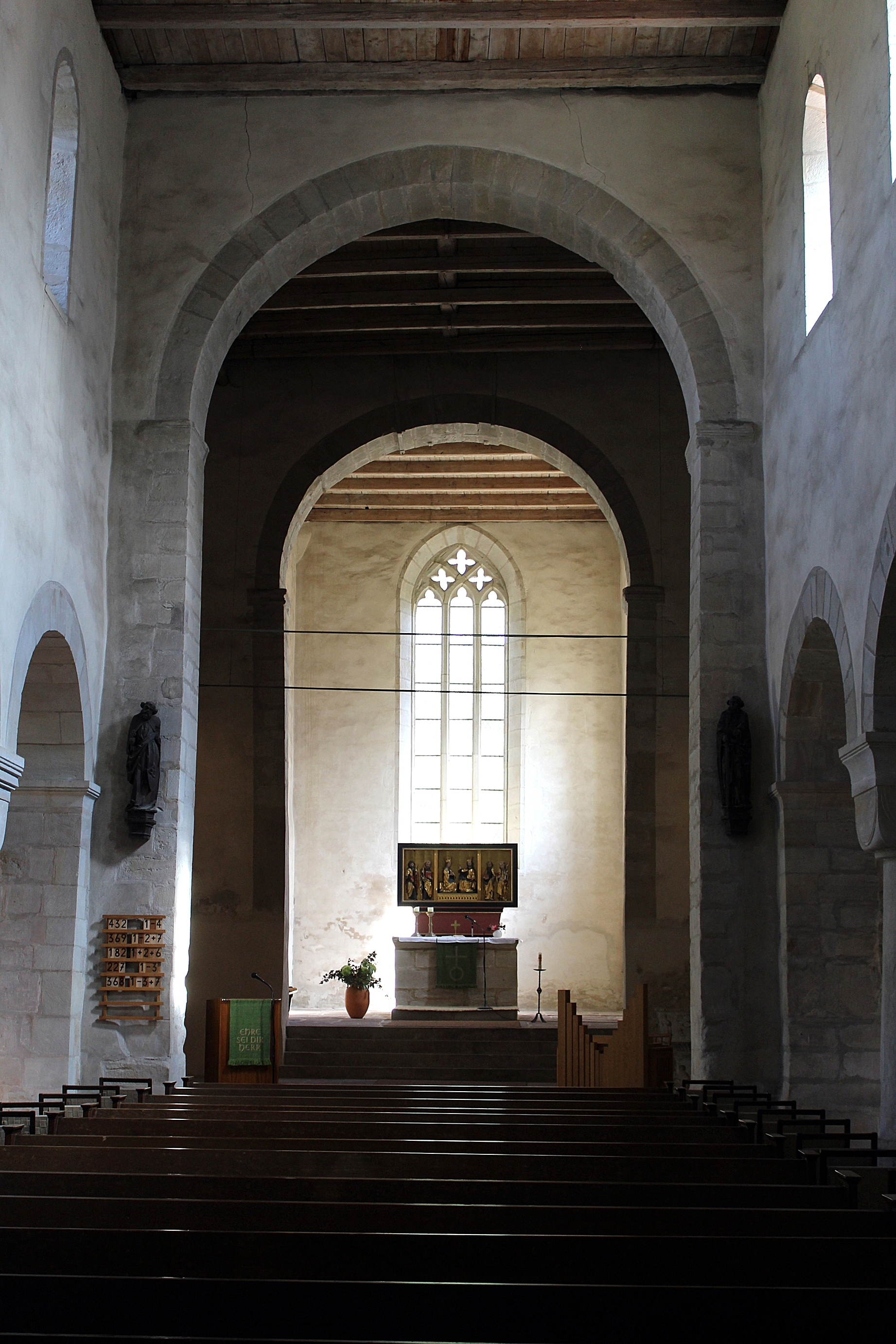
Innenansicht

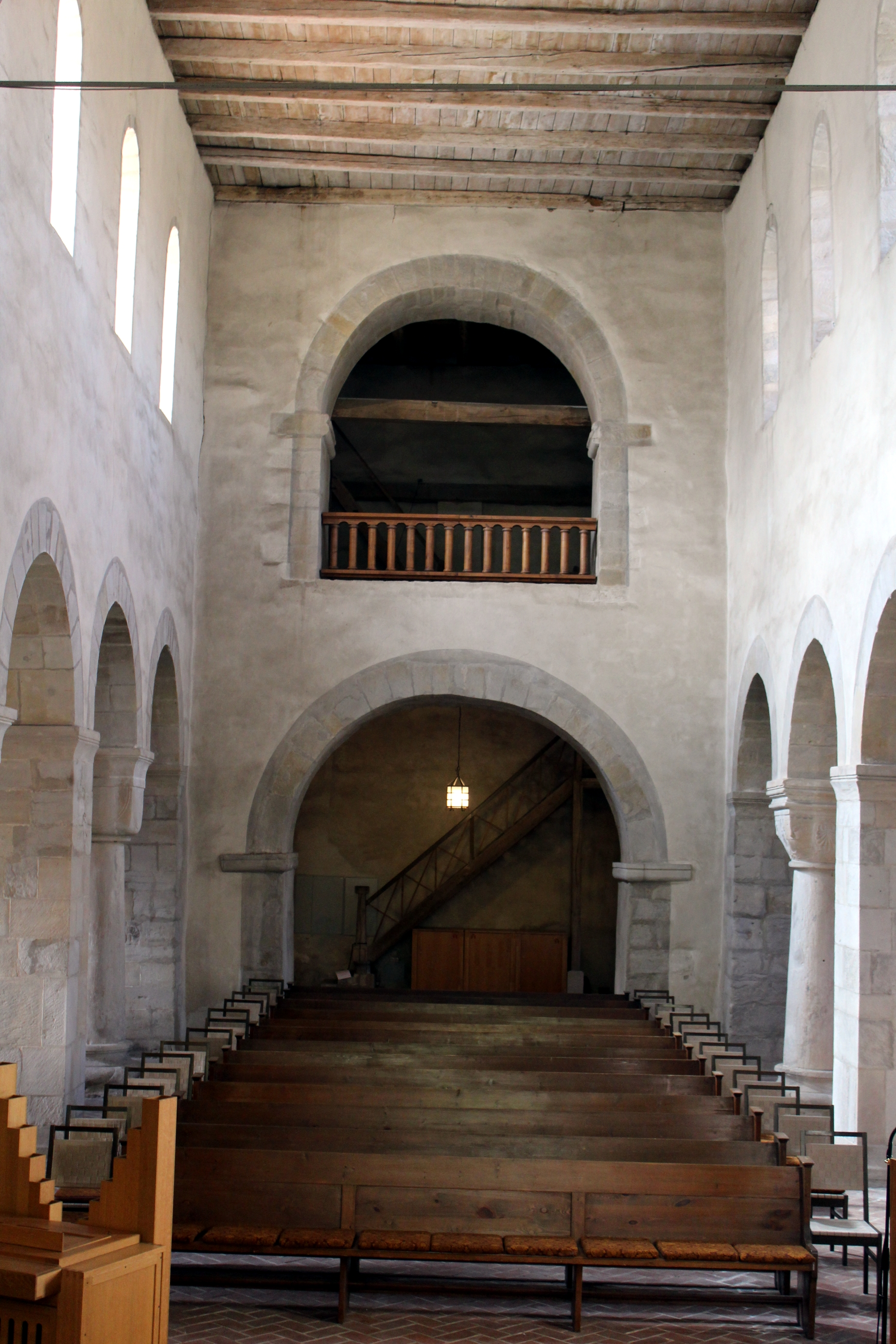
Innenansicht nach Westen

Die evangelische Klosterkirche Klostermansfeld ist eine romanische Kirche in Klostermansfeld im Landkreis Mansfeld-Südharz in Sachsen-Anhalt. Sie gehört zur Kirchengemeinde Klostermansfeld im Pfarrbereich Mansfeld im Kirchenkreis Eisleben-Sömmerda der Evangelischen Kirche in Mitteldeutschland. Sie ist eine Station der Straße der Romanik.

## Geschichte und Architektur
Das Kloster wurde vermutlich 1140 als Benediktinerkloster gegründet, kam aber spätestens bis 1158 als Priorat an das Kloster S. Maria im Tal Josaphat in Jerusalem. Die Klosterkirche wurde um 1170 neu erbaut. Das Kloster wurde 1525 in den Bauernkriegen zerstört. Im Lauf des 16. Jahrhunderts wurden Seitenschiffe und Querhausgiebel der Klosterkirche abgetragen. Sie wurde zwischen 1960 und 1970 restauriert, wobei die Einbauten des 18. und 19. Jahrhunderts beseitigt wurden.
Die romanischen Bauteile stammen aus zwei Bauzeiten. Die Ostteile bestanden ursprünglich aus einem kurzen Chorjoch mit Apsis und breitem durchlaufendem Querschiff mit Nebenapsiden. Die durch Grabungen nachgewiesene Hauptapsis wurde etwa in der Mitte des 15. Jahrhunderts durch eine rechteckige Verlängerung des Chores ersetzt. Die Nebenapsiden sind ebenfalls abgebrochen, aber in Ansätzen am Querhaus noch erkennbar. Das Querhaus ist nur im Hauptschiff in voller Höhe erhalten. Die Mauern der Kreuzarme wurden abgeschrägt und durch Pultdächer an das Dach des Langhauses angeschlossen.
Am Chorraum finden sich noch je ein romanisches Fenster auf der Nord- und Südseite sowie ein Rundbogenfries, der auch über die gotische Verlängerung weitergeführt ist. Diese Verlängerung wird von drei Maßwerkfenstern erhellt und markiert sich deutlich durch eine Baufuge im Inneren und im Äußeren durch einen Mauervorsprung.
Das Langhaus besteht aus zwei quadratischen Doppeljochen mit Stützenwechsel; die Seitenschiffsmauern sind bis zum Westende des Gesamtbaus neu errichtet worden, so dass der ursprüngliche Westbau nicht rekonstruiert werden kann. Die frühere Entstehungszeit der Ostteile ist an steileren Schrägen der Chorfenster im Vergleich zu den Obergadenfenstern im Langhaus, an den altertümlichen Formen der Pfeilerkämpfer besonders an der Südseite des Triumphbogens und am unorganischen Anstoßen der Mittelschiffsmauern an die Westwand des Querschiffs zu erkennen. Somit wurde das Langhaus wohl nach Errichtung der Westteile von West nach Ost errichtet.
Von den Westteilen ist nur das Untergeschoss des Mittelteils mit Rundbögen nach Osten, Süden und Norden sowie ein Teil des Emporengeschosses erhalten. Auch der große Emporenbogen zum Langhaus ist noch romanisch; die Seitenteile sind teilweise, wie auch der quadratische Aufsatz mit geschweifter Haube, barocke Ergänzungen von 1732.
Die gedrungenen Säulen im relativ kurzen Langhaus zeigen hohe attische Basen mit stark ausgebildetem unterem Wulst und Würfelkapitelle mit Ecknasen und tief herabgezogenen Polstern. Einzig das Kapitell der westlichen Säule der Nordarkade ist mit Palmettenschmuck und mit Eckmasken versehen, die an die Kirchen in Quedlinburg und Kloster Gröningen angelehnt sind. Die Pfeilerkämpfer sind als umgekehrte attische Basen profiliert. Die vier Obergadenfenster sitzen nicht mittig über den Arkaden.
An der Nordseite des erhöhten Chores wurde zu Anfang des 14. Jahrhunderts eine Sakramentsnische mit zwei übereinander liegenden korbbogigen Öffnungen eingebaut. In der südlichen Chorwand ist eine Priesterpforte eingerichtet.

## Ausstattung
Hauptstück der Ausstattung ist ein spätgotischer Schnitzaltar vom Ende des 15. Jahrhunderts. Im Mittelschrein ist die Marienkrönung und in den Flügeln sind je zwei Heilige dargestellt. Ein Kruzifix von 1470/1480 stammt wohl aus einer Triumphkreuzgruppe. Zwei spätgotische Schnitzfiguren von 1510 stammen aus einem nicht erhaltenen Altaraufsatz.
Der runde, auf das Jahr 1582 datierte Taufstein ist am Fuß mit hockenden Wappenhaltern versehen; an der Schale sind die Evangelisten zwischen Wappen dargestellt.
Ein aufwändiges Alabasterepitaph für M. Hennrich und Frau († 1700) zeigt über einer Inschrifttafel die Reliefbüsten der Verstorbenen, die von kriegerischen Emblemen flankiert sind; an den Segmenten des gesprengten Giebels sind allegorische Figuren dargestellt.
Schließlich sind noch ein figürlicher Doppelgrabstein aus dem Jahr 1680 und zwei wohl zusammengehörige figürliche Grabsteine für Hilmar Rottorf und Frau Felitz von Grele († 1564) aus der zweiten Hälfte des 16. Jahrhunderts zu erwähnen. Eine Glasmalerei im Ostfenster wurde durch Charles Crodel geschaffen.